# Volumenanteil
Der Volumenanteil (Formelzeichen: φ), früher auch als Volumenbruch bezeichnet, ist gemäß DIN 1310 eine Gehaltsgröße, also eine physikalisch-chemische Größe zur quantitativen Beschreibung der Zusammensetzung von Stoffgemischen/Mischphasen. Hierbei wird das Volumen einer betrachteten Mischungskomponente auf die Summe der Ausgangsvolumina aller Mischungskomponenten bezogen.

## Definition und Eigenschaften

### Anwendungsbereich, Definition
Die Gehaltsgröße Volumenanteil wird in der Regel nur dann benutzt, wenn die Reinstoffe vor dem Mischvorgang und die Mischphase denselben Aggregatzustand haben, in der Praxis also vor allem bei Gasgemischen und bei Mischungen von Flüssigkeiten (Untergruppe der Lösungen).
In folgender Tabelle wird bei den Größengleichungen unterschieden zwischen
- dem einfachen Fall eines binären Gemisches (Z = 2, Zweistoffgemisch aus den Komponenten i und j, beispielsweise die Lösung eines einzelnen Stoffes i in einem Lösungsmittel j) und
- der allgemeingültigen Formulierung für ein Stoffgemisch aus insgesamt Z Komponenten (Index z als allgemeiner Laufindex für die Summenbildungen, schließt i und ggf. j mit ein).

|                 | binäres Gemisch (Z = 2)                                                                | allgemeines Gemisch (Z Komponenten)                                                                                     |
| --------------- | -------------------------------------------------------------------------------------- | --- |
| Definition      | {\displaystyle \varphi _{i}={\frac {V_{i}}{V_{i}+V_{j}}}}                              | {\displaystyle \varphi _{i}={\frac {V_{i}}{V_{0}}}\ \ {\text{mit}}\ \ V_{0}=\sum _{z=1}^{Z}V_{z}}                       |
| Wertebereich    | {\displaystyle 0\leq \varphi _{i}\leq 1}                                               | {\displaystyle 0\leq \varphi _{i}\leq 1}                                                                                |
| Summenkriterium | {\displaystyle \varphi _{i}+\varphi _{j}=1\ \Rightarrow \ \varphi _{j}=1-\varphi _{i}} | {\displaystyle \sum _{z=1}^{Z}\varphi _{z}=1\ \Rightarrow \ \varphi _{j}=1-\sum \limits _{z=1,z\neq j}^{Z}\varphi _{z}} |

Der Volumenanteil φi ist definiert als Wert des Quotienten aus dem Volumen Vi einer betrachteten Mischungskomponente i und dem Gesamtvolumen V0 vor dem Mischvorgang. Letzteres ist die Summe der Ausgangsvolumina aller Mischungskomponenten (i mit eingeschlossen) des Gemisches.
Als Quotient zweier dimensionsgleicher Größen ist der Volumenanteil genauso wie die Volumenkonzentration und das Volumenverhältnis eine Größe der Dimension Zahl und wird wie in obiger Tabelle durch eine reine Dezimalzahl ohne Maßeinheit angegeben, alternativ auch mit Zusatz eines Bruchs gleicher Einheiten (m3/m3 oder l/l), ggf. kombiniert mit Dezimalpräfixen (z. B. ml/l), oder mit Hilfsmaßeinheiten wie Prozent (% = 1/100), Promille (‰ = 1/1000) oder parts per million (1 ppm = 1/1 000 000). Hierbei ist jedoch die veraltete, uneindeutige, nicht mehr normgerechte Angabe in Volumenprozent (Abkürzung Vol.-%) zu vermeiden, stattdessen ist die gemeinte Gehaltsgröße eindeutig zu benennen. Beispielsweise sollte daher statt „35,2 Vol.-%“ heutzutage formuliert werden: „Der Volumenanteil der Mischungskomponente i beträgt 35,2 %.“ oder in Gleichungsform: „φi = 35,2 %“. Gleichwohl sind Angaben in Volumenprozent noch durchaus verbreitet, z. B. bei der Angabe der Zusammensetzung von Gasgemischen oder der Angabe von Explosionsgrenzen.
Der Volumenanteil φi einer betrachteten Mischungskomponente i kann Zahlenwerte zwischen 0 = 0 % (Komponente i ist nicht im Gemisch enthalten) und  1 = 100 % (Komponente i liegt als Reinstoff vor) annehmen.
Die Volumenanteile aller Bestandteile eines Gemisches addieren sich zu 1 = 100 %. Daraus folgt, dass die Kenntnis bzw. Ermittlung der Volumenanteile von Z − 1 Komponenten ausreicht (bei einem Zweistoffgemisch also der Volumenanteil einer Komponente), da sich der Volumenanteil der verbleibenden Komponente einfach durch Differenzbildung zu 1 = 100 % berechnen lässt.

### Abgrenzung von Volumenkonzentration und Volumenverhältnis
Vi ist hierbei dasjenige Ausgangsvolumen, welches der Reinstoff i vor dem Mischvorgang bei gleichem Druck und gleicher Temperatur wie im Stoffgemisch einnimmt. Das Gesamtvolumen V0 vor dem Mischvorgang ist die Summe der Ausgangsvolumina aller Mischungskomponenten. Hierin liegt der Unterschied zur verwandten Gehaltsgröße Volumenkonzentration σi, dort wird das tatsächliche Gesamtvolumen V der Mischphase nach dem Mischvorgang als Bezug genommen. Zwischen diesen beiden Gesamtvolumen-Begriffen und somit auch den beiden Gehaltsgrößen Volumenanteil φi und Volumenkonzentration σi können bei nichtidealen Mischungen Differenzen auftreten infolge Volumenverminderung (Volumenkontraktion; φi < σi; Exzessvolumen VE = V − V0 negativ) oder Volumenvergrößerung (Volumendilatation; φi > σi; Exzessvolumen VE positiv) beim Mischvorgang. In der Praxis wird häufig nicht scharf zwischen den beiden Gehaltsgrößen Volumenanteil und Volumenkonzentration differenziert, aus Unkenntnis der Unterschiede bzw. weil derartige Volumenänderungen beim Vermischen – und damit numerische Abweichungen zwischen beiden Gehaltsgrößen – oft relativ gering ausfallen (z. B. maximal rund 4 % Volumenkontraktion bei Mischungen aus Ethanol und Wasser bei Raumtemperatur). Größere Abweichungen können bei Mischungen unter Beteiligung poröser bzw. granularer Materialien auftreten.
Eine weitere verwandte Gehaltsgröße ist das Volumenverhältnis ψij, bei dem das Ausgangsvolumen einer betrachteten Mischungskomponente i auf das Ausgangsvolumen einer anderen betrachteten Mischungskomponente j bezogen wird.
Das Verhältnis von Volumenkonzentration zu Volumenanteil für eine betrachtete Mischungskomponente i ist gleich dem Verhältnis von Gesamtvolumen V0 vor dem Mischvorgang zu tatsächlichem Gesamtvolumen V der Mischphase nach dem Mischvorgang und gleich der Summe der Volumenkonzentrationen aller Mischungskomponenten. Es beträgt nur bei idealen Mischungen genau 1 und weicht ansonsten von 1 ab, siehe die letzte Spalte in nachfolgender Übersichtstabelle:
|                    | {\displaystyle \varphi _{i}{\text{ vs. }}\sigma _{i}} | {\displaystyle V^{\mathrm {E} }=V-V_{0}} | {\displaystyle {\frac {\sigma _{i}}{\varphi _{i}}}={\frac {V_{0}}{V}}=\sum _{z=1}^{Z}\sigma _{z}} |
| ------------------ | ----------------------------------------------------- | ---------------------------------------- | ------------------------------------------------------------------------------------------------- |
| Volumenkontraktion | {\displaystyle \varphi _{i}<\sigma _{i}}              | {\displaystyle <0}                       | {\displaystyle >1}                                                                                |
| ideale Mischung    | {\displaystyle \varphi _{i}=\sigma _{i}}              | {\displaystyle =0}                       | {\displaystyle =1}                                                                                |
| Volumendilatation  | {\displaystyle \varphi _{i}>\sigma _{i}}              | {\displaystyle >0}                       | {\displaystyle <1}                                                                                |

φi = Volumenanteil der betrachteten Mischungskomponente i
σi = Volumenkonzentration der betrachteten Mischungskomponente i
VE = Exzessvolumen
V = tatsächliches Gesamtvolumen der Mischphase nach dem Mischvorgang
V0 = Gesamtvolumen vor dem Mischvorgang (Summe der Ausgangsvolumina aller Mischungskomponenten)

### Temperaturabhängigkeit
Der Wert des Volumenanteils für ein Stoffgemisch gegebener Zusammensetzung ist – wie bei allen anderen volumenbezogenen Gehaltsgrößen (Konzentrationen einschließlich Volumenkonzentration, Volumenverhältnis) auch – im Allgemeinen temperaturabhängig, sodass zu einer eindeutigen Angabe des Volumenanteils daher auch die Nennung der zugehörigen Temperatur gehört. Grund hierfür sind (bei isobarer Temperaturänderung) Unterschiede in den thermischen Raumausdehnungskoeffizienten γ der Mischungskomponenten. Bei idealen Gasen und deren Gemischen ist der Raumausdehnungskoeffizient γ jedoch einheitlich (Kehrwert der absoluten Temperatur T: {\displaystyle \gamma _{\text{ideales Gas}}={\tfrac {1}{T}}}), sodass dort der Volumenanteil nicht temperaturabhängig ist. Bei Mischungen realer Gase ist die Temperaturabhängigkeit meist gering. Gehaltsgrößen wie z. B. der Massenanteil w, welche den Volumenbegriff nicht beinhalten, sind vorteilhafterweise nicht von der Temperatur abhängig.

## Zusammenhänge mit anderen Gehaltsgrößen
In der folgenden Tabelle sind die Beziehungen des Volumenanteils φi mit den anderen in der DIN 1310 definierten Gehaltsgrößen in Form von Größengleichungen zusammengestellt. Dabei stehen die mit einem Index versehenen Formelzeichen M bzw. ρ für die molare Masse bzw. Dichte (bei gleichem Druck und gleicher Temperatur wie im Stoffgemisch) des jeweiligen durch den Index bezeichneten Reinstoffs. Das Formelzeichen ρ ohne Index repräsentiert die Dichte der Mischphase. Der Index z dient wie oben als allgemeiner Laufindex für die Summenbildungen und schließt i mit ein. NA ist die Avogadro-Konstante (NA ≈ 6,022·1023 mol−1).
|                           | Massen-… | Stoffmengen-…                                                                                                  | Teilchenzahl-…                                                                                                 | Volumen-…                                                                                        |
| ------------------------- | --- | --- | --- | ------------------------------------------------------------------------------------------------ |
| …-anteil                  | Massenanteil w | Stoffmengenanteil x                                                                                            | Teilchenzahlanteil X                                                                                           | Volumenanteil φ                                                                                  |
| …-anteil                  | {\displaystyle \varphi _{i}={\frac {w_{i}/\rho _{i}}{\sum _{z=1}^{Z}{(w_{z}/\rho _{z})}}}}                                                  | {\displaystyle \varphi _{i}={\frac {x_{i}\cdot M_{i}/\rho _{i}}{\sum _{z=1}^{Z}(x_{z}\cdot M_{z}/\rho _{z})}}} | {\displaystyle \varphi _{i}={\frac {X_{i}\cdot M_{i}/\rho _{i}}{\sum _{z=1}^{Z}(X_{z}\cdot M_{z}/\rho _{z})}}} | {\displaystyle \varphi _{i}}                                                                     |
| …-konzentration           | Massenkonzentration β | Stoffmengenkonzentration c                                                                                     | Teilchenzahlkonzentration C                                                                                    | Volumenkonzentration σ                                                                           |
| …-konzentration           | {\displaystyle \varphi _{i}={\frac {\beta _{i}/\rho _{i}}{\sum _{z=1}^{Z}{(\beta _{z}/\rho _{z})}}}}                                        | {\displaystyle \varphi _{i}={\frac {c_{i}\cdot M_{i}/\rho _{i}}{\sum _{z=1}^{Z}(c_{z}\cdot M_{z}/\rho _{z})}}} | {\displaystyle \varphi _{i}={\frac {C_{i}\cdot M_{i}/\rho _{i}}{\sum _{z=1}^{Z}(C_{z}\cdot M_{z}/\rho _{z})}}} | {\displaystyle \varphi _{i}={\frac {\sigma _{i}}{\sum _{z=1}^{Z}\sigma _{z}}}}                   |
| …-verhältnis              | Massenverhältnis ζ | Stoffmengenverhältnis r                                                                                        | Teilchenzahlverhältnis R                                                                                       | Volumenverhältnis ψ                                                                              |
| …-verhältnis              | {\displaystyle \varphi _{i}={\frac {1/\rho _{i}}{\sum _{z=1}^{Z}{(\zeta _{zi}/\rho _{z})}}}}                                                | {\displaystyle \varphi _{i}={\frac {M_{i}/\rho _{i}}{\sum _{z=1}^{Z}(r_{zi}\cdot M_{z}/\rho _{z})}}}           | {\displaystyle \varphi _{i}={\frac {M_{i}/\rho _{i}}{\sum _{z=1}^{Z}(R_{zi}\cdot M_{z}/\rho _{z})}}}           | {\displaystyle \varphi _{i}=\psi _{ij}\cdot \varphi _{j}={\frac {1}{\sum _{z=1}^{Z}\psi _{zi}}}} |
| Quotient Stoffmenge/Masse | Molalität b | Molalität b | |                                                                                                  |
| Quotient Stoffmenge/Masse | {\displaystyle \varphi _{i}=b_{i}\cdot M_{i}\cdot {\frac {\rho _{j}}{\rho _{i}}}\cdot \varphi _{j}} (i = gelöster Stoff, j = Lösungsmittel) | | |                                                                                                  |
| Quotient Stoffmenge/Masse | spezifische Partialstoffmenge q | | |                                                                                                  |
| Quotient Stoffmenge/Masse | {\displaystyle \varphi _{i}={\frac {q_{i}\cdot M_{i}/\rho _{i}}{\sum _{z=1}^{Z}(q_{z}\cdot M_{z}/\rho _{z})}}}                              | | |                                                                                                  |

Da das molare Volumen Vm eines Reinstoffes gleich dem Quotienten aus seiner molaren Masse und seiner Dichte ist (bei gegebener Temperatur und gegebenem Druck), können die in vorstehender Tabelle in einigen Gleichungen auftretenden Terme entsprechend ersetzt werden:
{\displaystyle {\frac {M_{i}}{\rho _{i}}}=V_{\mathrm {m} ,i}}
Bei idealen Mischungen stimmen die Werte von Volumenanteil φi und Volumenkonzentration σi überein. Bei Mischungen idealer Gase besteht zusätzlich noch Gleichheit mit dem Stoffmengenanteil xi und dem Teilchenzahlanteil Xi:
{\displaystyle \varphi _{i}=\sigma _{i}{\text{ für ideale Mischungen }}}
{\displaystyle \varphi _{i}=\sigma _{i}=x_{i}=X_{i}{\text{ für Mischungen idealer Gase }}}

## Verwendung, Beispiel
Die Gehaltsgröße Volumenanteil findet Verwendung in verschiedenen Fachbereichen, vor allem in der Chemie, aber auch beispielsweise in der Mineralogie und Petrologie. Hier dient der Volumenanteil dazu, die Zusammensetzung von Gesteinen oder Mineralen (Mischkristall) zu beschreiben, vor allem weil es bei einer optischen Erfassung von Dünnschliffen vergleichsweise einfach ist, das Volumen der einzelnen Komponenten zu messen.
Ein Rechenbeispiel für den Unterschied zwischen Volumenanteil φi und Volumenkonzentration σi bei nichtidealen Gemischen aus Ethanol und Wasser findet sich im Artikel Volumenkonzentration.